# Яловицький Василь Федорович
Василь Федорович Яловицький (Ялоцький чи Єловицький; пол. Bazyli Jełowicki); ? — 1712) — представник українського шляхетського роду, що бере свій початок, зокрема, у Кременецькому повіті, сотник Глухівської сотні у 1678—1696 роках (з перервами).

## Біографія
У вересні 1689 року за поданням гетьмана Івана Мазепи отримав царську жалувану грамоту  і знову був обраний Глухівським сотником (до 1696 року).
Перед цим, у 1688—1689 роках Глухівським сотником був Кіндрат Пилипович Грудяка.

## Родина
Одружився з донькою брацлавського полковника Михайла Зеленського Марією (перед 1670 — 25.7.1725), вдовою бунчукового товариша Мануйла Мануйловича.
Його син Борис Ялоцький, значний військовий товариш, став родоначальником дворянського роду Борисенків.
Був вітчимом майбутнього Генерального осавула Івана Мануйловича (?—1740), якому склав протекцію на уряд глухівського сотника в 1714—1728 роках.

## Будівничий церков
Василь Ялоцький був замовником будівництва мурованого храму Святого Миколи у Глухові. 8 лютого 1693 р. він уклав контракт з майстром Матвієм Єфимовим. У контракті було вказано, що зразком для Миколаївської церкви має бути Михайлівська церква в Глухові, збудована тим самим майстром М.Єфимовим у 1692 р.
Замовник обумовив у контракті все — від загальної композиції будівлі до найдрібніших архітектурних подробиць. Зокрема, Василь Ялоцький зажадав, щоб вівтар «квадрувався до копули».